# Nóż (film)
Nóż lub Zębate ostrze (oryg. Jagged Edge) – amerykański dramat sądowy z 1985 roku w reżyserii Richarda Marquanda.

## Obsada
- Glenn Close – Teddy Barnes
- Jeff Bridges – Jack Forrester
- Maria Mayenzet – Page Forrester
- Robert Loggia – Sam Ransom
- Peter Coyote – Thomas Krasny
- Dave Austin – policjant
- David Partlow – policjant
- Lance Henriksen – Frank Martin
- William Allen Young – Greg Arnold
- Ben Hammer – dr Goldman
- James Karen – Andrew Hardnesty

## Nagrody i wyróżnienia
Oscary za rok 1985
- Robert Loggia – najlepszy aktor drugoplanowy (nominacja)